# Charles de Neufville

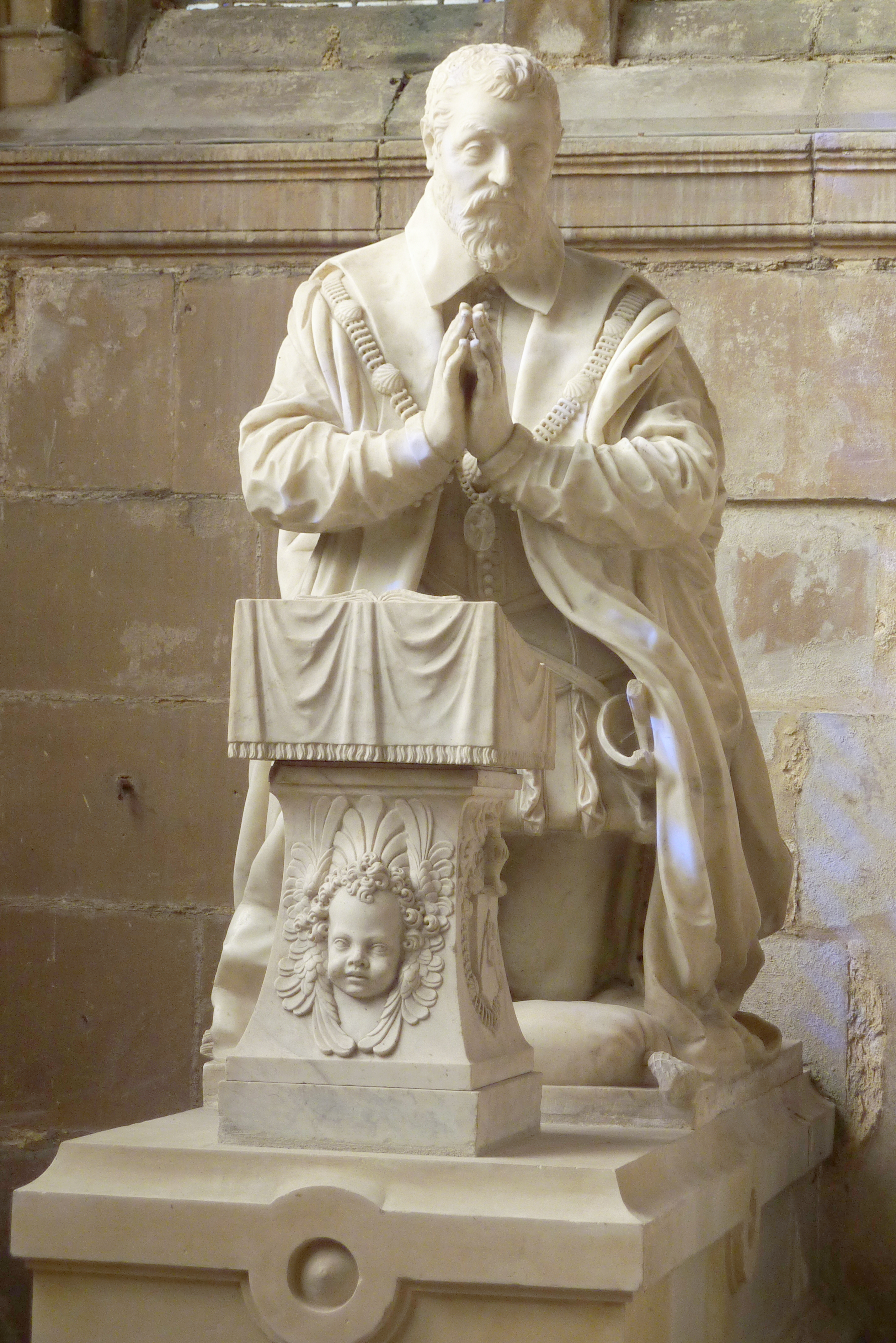
Grafbeeld in de kerk van Magny-en-Vexin

Charles de Neufville, markies van Villeroy en Alincourt (rond 1566 - Lyon, 16 januari 1642) was een Frans edelman, diplomaat en bestuurder.
Hij was een zoon van Nicolas de Neufville die als minister onder meer onder Lodewijk XIII van Frankrijk had gediend. In 1606 was Charles Frans ambassadeur in Rome. Hij werd benoemd tot gouverneur van Lyon en de provincies Lyonnais, Forez en Beaujolais. In die functie werd hij opgevolgd door zijn zoon Nicolas de Neufville de Villeroy.
Hij huwde een eerste maal in 1588 met Marguerite de Mandelot. Uit dit huwelijk werden twee dochters geboren. Na de dood van zijn eerste vrouw huwde hij in 1596 een tweede maal met Jacqueline de Harlay. Uit dit huwelijk werden zes kinderen geboren:
- Nicolas de Neufville de Villeroy (1598-1685), staatsman
- Camille de Neufville de Villeroy (1606-1693), aartsbisschop van Lyon
- Ferdinand de Neufville de Villeroy (1608-1690), bisschop van Saint-Malo en Chartres
- Louis-François de Neufville de Villeroy (?-1628), ridder van Malta
- Marie de Neufville de Villeroy (1609-1688)
- Charles de Neufville de Villeroy[1]

Ook had hij minstens een onwettige zoon, Antoine de Neuville, die vicaris-generaal werd van het aartsbisdom Lyon.